# Romeinse brug van Maastricht
De Romeinse brug van Maastricht was een brug die omstreeks of kort na het midden van de eerste eeuw na Chr. door de Romeinen gebouwd werd over de rivier de Maas in Maastricht. De brug, eigenlijk een reeks bruggen die elkaar in de loop der eeuwen zijn opgevolgd, lag in het verlengde van de Plankstraat, zo'n 130 meter ten zuiden van de huidige Sint Servaasbrug en heeft mogelijk tot 1275 dienstgedaan. De archeologische vindplaats van de brug is sinds 2017 een rijksmonument.

## Geschiedenis

### Romeinse tijd
Rond het begin van de christelijke jaartelling of iets daarvoor werd door de Romeinen de heirbaan Bavay (Bagacum Nerviorum) - Keulen (Colonia Agrippina) aangelegd, thans bekend als de Via Belgica. Het grootste obstakel in deze belangrijke oost-westroute van Het Kanaal naar de Rijn werd gevormd door de rivier de Maas. Als locatie voor de oversteek werd een van nature doorwaadbare plaats in de rivier gekozen. Aangezien de Maas een regenrivier is, en dus wisselende waterstanden heeft, werd de bouw van een brug al snel noodzakelijk. Het is vrijwel zeker deze brug over de Maas (pons mosae) die door Tacitus in zijn Historiae werd beschreven als de plaats waar Julius Civilis tijdens de Bataafse Opstand in 70 AD een troepenmacht van Tungri, aangevuld met Baetasii en Nerviërs, onder leiding van Claudius Labeo versloeg.

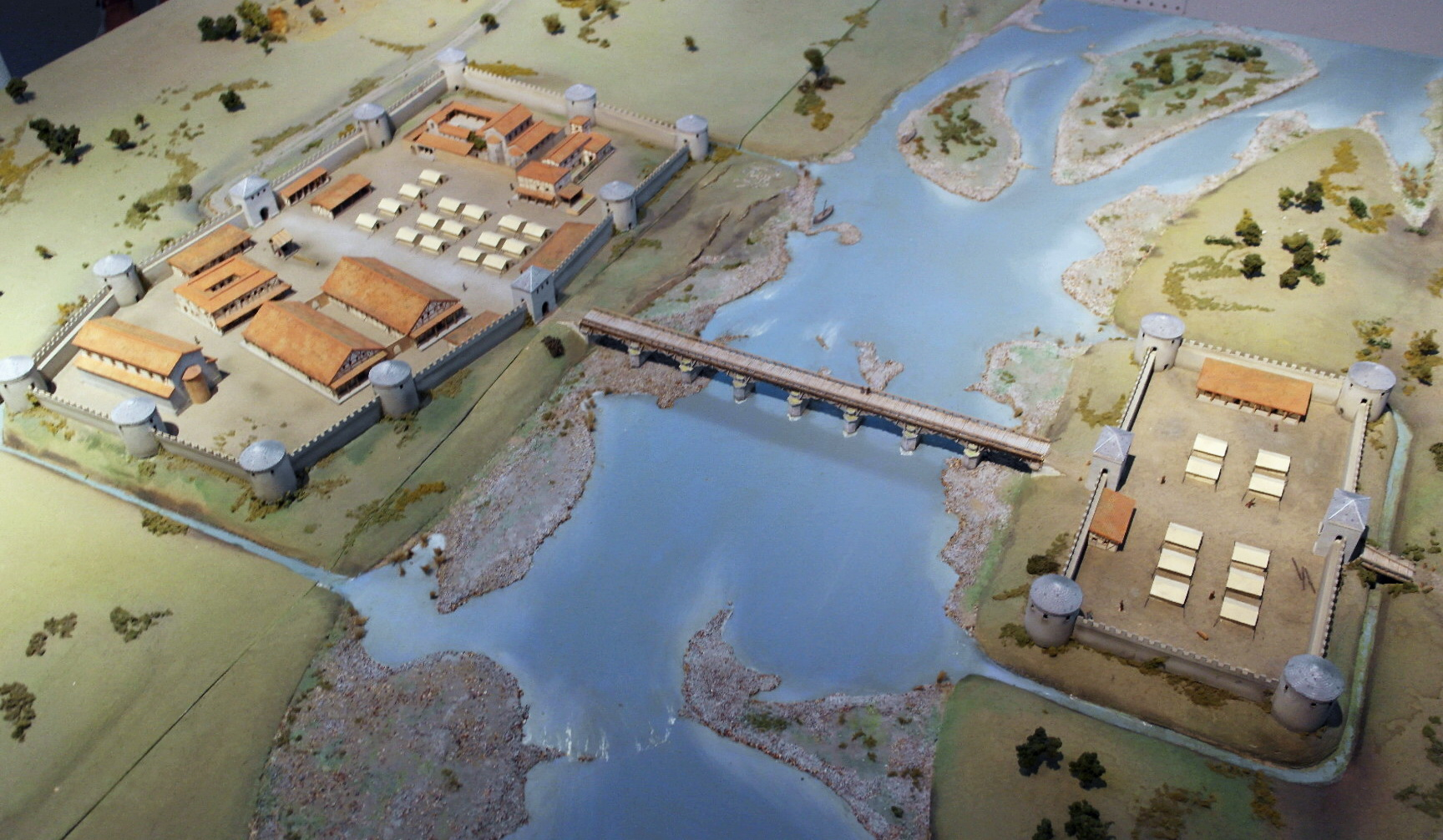
De brug in de laat-Romeinse tijd. Het castellum in Wyck (rechts) is hypothetisch (maquettebouwer: F. Schiffeleers, 1992)

Hoe de brug er heeft uitgezien is niet precies bekend, maar waarschijnlijk werd hier gekozen voor een al vele malen eerder toegepast standaardtype; dat wil zeggen stenen brugpijlers met daartussen houten overspanningen. In elk geval lag er vanaf de tweede eeuw een brug op stenen pijlers. Uit later archeologisch onderzoek (de brug werd in 1963 bij toeval ontdekt tijdens baggerwerkzaamheden) bleek dat het hout gebruikt voor de damwanden van de pijlers gekapt is in de eerste helft van de eerste eeuw. Er werden echter ook balken aangetroffen uit de derde en de vierde eeuw waaruit men kan concluderen dat de brug meermaals herbouwd is, of op z'n minst hersteld werd.
In het tweede kwart van de vierde eeuw probeerde het uit elkaar vallende Romeinse Rijk zijn grenzen zo goed mogelijk vast te houden. De weg Bavay - Keulen was hierbij van groot strategisch en economisch belang. In deze periode werden de brugpijlers vernieuwd of verstevigd door het storten van grote hoeveelheden stenen blokken, voor een deel spolia van Romeinse gebouwen en grafmonumenten. Ter verdediging van de brug bouwden de Romeinen omstreeks 333 na Chr. op de westoever van de Maas een fort, het Romeins castellum van Maastricht. Deze vesting is waarschijnlijk pas in de negende of tiende eeuw uit het stadslandschap verdwenen.

### Middeleeuwen

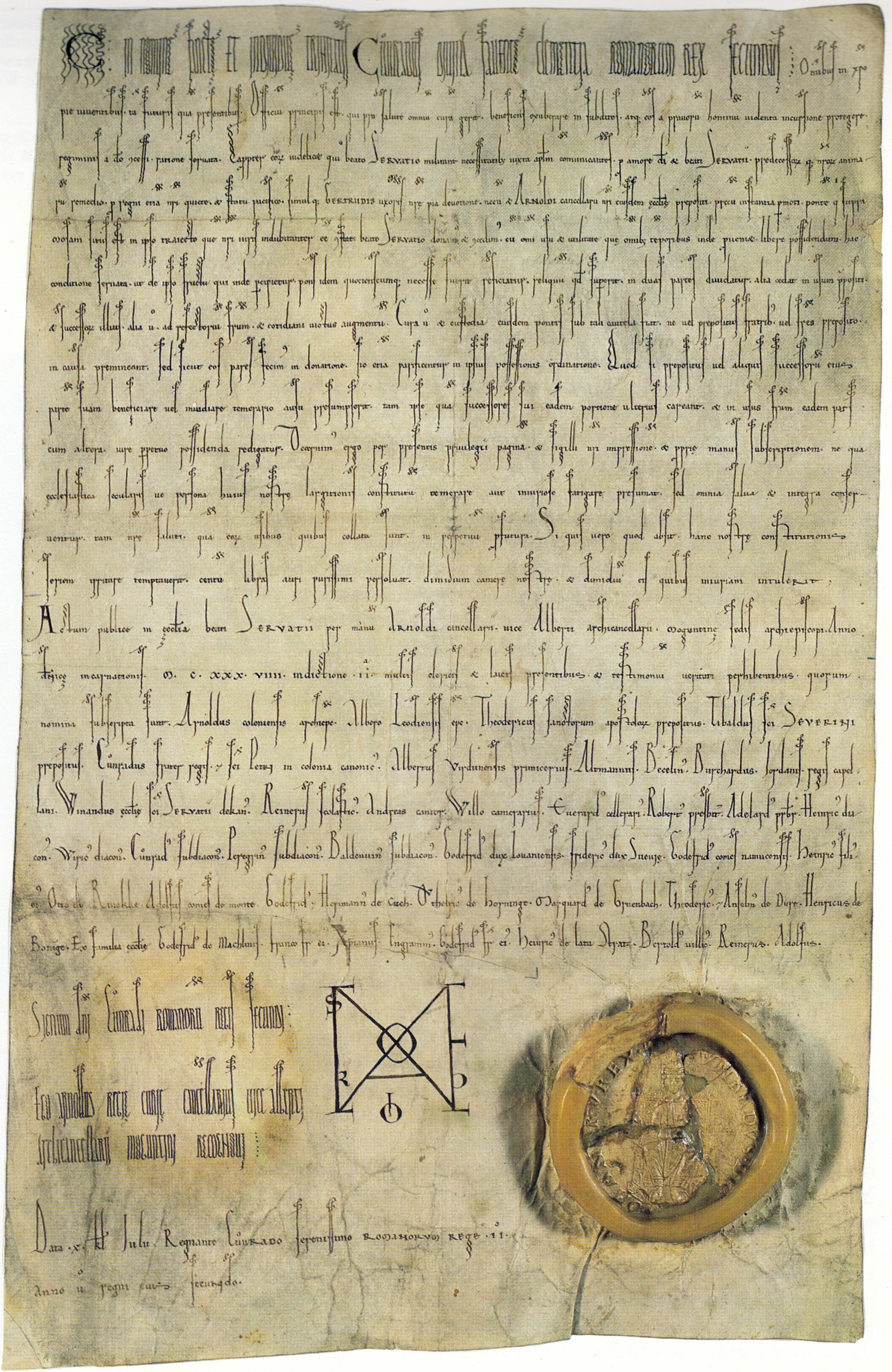
Oorkonde uit 1139 waarin Koenraad III de brug schenkt aan het Sint-Servaaskapittel (collectie: RHCL, Maastricht)

In de zesde eeuw wordt er voor de tweede keer schriftelijk melding gemaakt van de brug. Gregorius van Tours wijdde in zijn werk 'Liber de Gloria Confessorum' een hoofdstuk aan Sint-Servaas en diens begrafenis op het grafveld van Maastricht: "iuxta ipsum pontem ageris publici" (bij de brug van de grote weg). Gregorius vermeldde niet of de brug in zijn tijd nog bestond. In feite bestaat er geen hard bewijs dat Maastricht tussen circa 400 en 987 een brug bezat. Wel is het zo dat de vicus Maastricht in de Merovingische en Karolingische tijd als handelsstad tot bloei kwam. De aanwezigheid van een brug, of op zijn minst een oversteekplaats, als verbinding tussen de verschillende handelsroutes lijkt daarvoor van essentieel belang.
In het jaar 987 kende keizer Otto III volgens akte het recht van muntrecht en tolheffing in Maastricht toe aan bisschop Notger van Luik: "navibus et ponte" (zowel op de boten als de brug). In een oorkonde van 29 juni 1139 schonk koning Koenraad III de brug aan het kapittel van Sint-Servaas op voorwaarde dat de tolopbrengsten gebruikt zouden worden voor het onderhoud. Deze schenking werd op 18 december 1139 door paus Innocentius II bevestigd. Het Sint-Servaaskapittel bezat zowel geestelijke, als wereldlijke immuniteit. Het had daardoor zowel wereldlijk als geestelijk grote macht in Maastricht en omstreken. De tolopbrengst viel echter tegen en het onderhoud bleek duurder dan verwacht.
De eerste brug over de Maas heeft mogelijk ruim twaalf eeuwen dienstgedaan. Archeologisch onderzoek heeft uitgewezen dat er minimaal drie bruggen op deze locatie zijn geweest, maar deze dateren alle uit de Romeinse tijd. Sommige historici, waaronder de Maastrichtse archeoloog en erfgoedbeheerder Eric Wetzels, zijn van mening dat het onwaarschijnlijk is dat de Romeinse brug na de laatste aantoonbare herstelwerkzaamheden in de vierde eeuw, daarna nog acht eeuwen zou hebben standgehouden, omdat aanwijzingen van reparaties in de middeleeuwen ontbreken. Wetzels vermoedt dat de Maasoversteek al in de negende eeuw in noordelijke richting is verplaatst, mogelijk na de verwoesting van het castellum door de Vikingen (zie Plundering van Maastricht, 881). Dat er een brug in deze periode was, lijdt volgens Régis de la Haye geen twijfel.

### Instorting van de brug

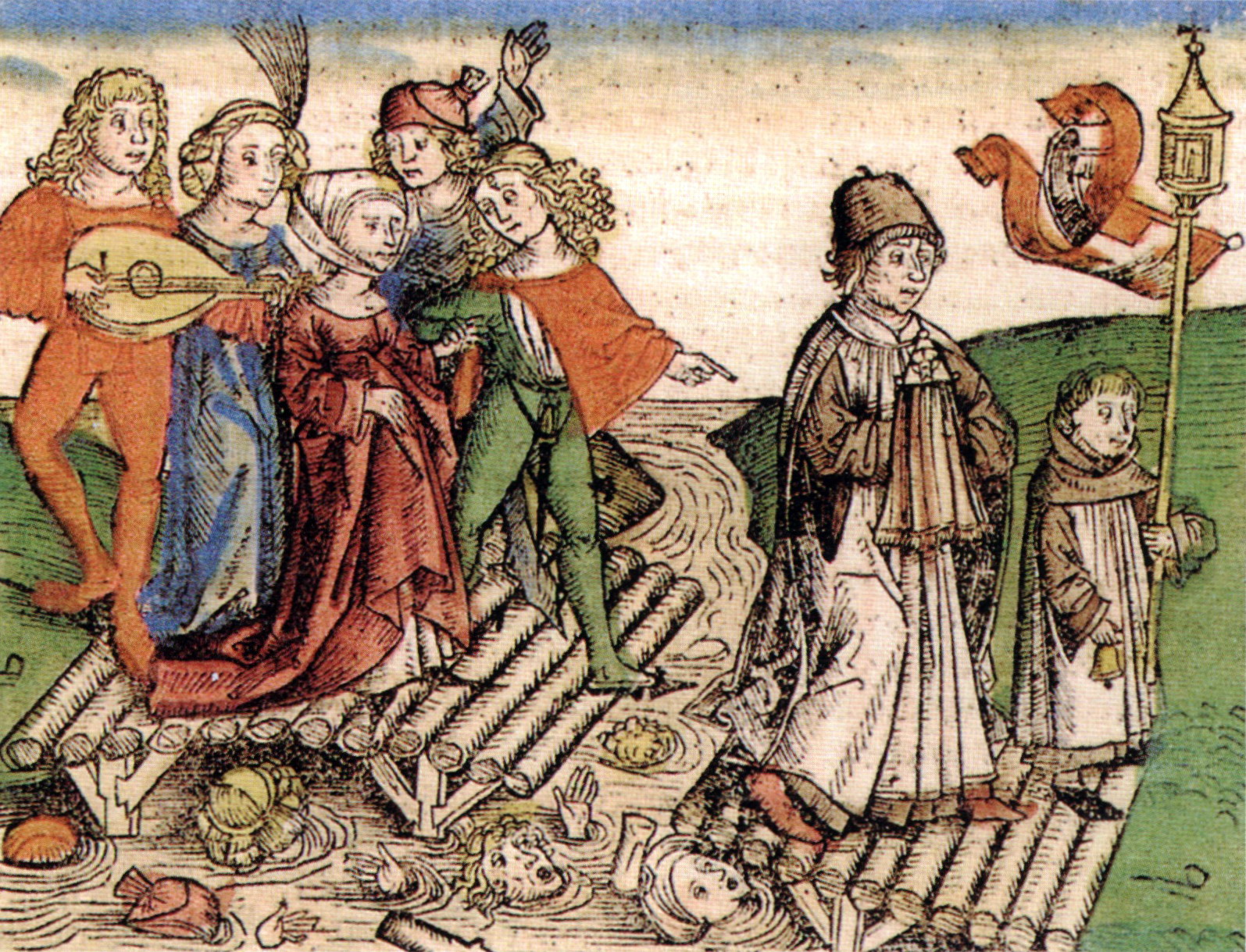
Instorting van de brug in de Kroniek van Neurenberg (Hartmann Schedel, 1493)

Tijdens de Luiks-Brabantse oorlogen (1204-1378) werd de Maasbrug te Maastricht herhaaldelijk vernield. Zo moest de brug na de belegeringen van 1204 en 1267 worden hersteld. Om het kapittel te compenseren voor de zware last van het herstel, verklaarde koning Rudolf I in 1274 dat er aan onderhoud niet meer besteed hoefde te worden dan er aan tolgeld binnenkwam. Er was toen waarschijnlijk al sprake van achterstallig onderhoud, want nog geen jaar later, op 12 juli 1275, stortte de houten brug in. Zoals eerder vermeld, is het allerminst zeker dat dit de Romeinse brug betreft, of wellicht een opvolger daarvan, mogelijk ook op een andere locatie. Ter vervanging werd tussen 1280 en 1298 een stenen brug gebouwd, de nog bestaande Sint Servaasbrug, tussen de Maastrichter en Wycker Brugstraat.
Over de omstandigheden van de instorting bestaan twee hoofdversies, waarvan de eerste de meest waarschijnlijke is en de tweede het meest tot de verbeelding sprak (en dus de grootste verspreiding vond). De eerste versie is gebaseerd op stukken van het kapittel van Sint-Servaas en wordt min of meer in dezelfde bewoordingen weergegeven in een bisschoppelijk aflaatbrief van 1284. Volgens deze versie stortte de brug in toen een reliekenprocessie met onder anderen de deken en leden van het Onze-Lieve-Vrouwekapittel eroverheen trok. Daarbij verdronken vierhonderd mensen. De tweede versie is van (veel) later datum en heeft een moralistische strekking: een priester begaf zich naar een zieke om het allerheiligste te brengen. Een menigte volgde hem dansend en spottend op de brug, die het daarop begaf, waarbij 200 zondaars om het leven kwamen. Deze versie werd vooral bekend dankzij de beeldende houtsnede in Hartmann Schedels Kroniek van Neurenberg, voor het eerst gepubliceerd in 1493.

## Historisch en archeologisch onderzoek
De eerste die het bestaan van de Romeinse brug in het verlengde van de Plankstraat vermoedde, was in 1923 de priester-archivaris-historicus dr. Willem Goossens. Zijn vermoedens waren gebaseerd op het aantreffen van een dam van 10 à 12 meter breed in de Maas tijdens baggerwerkzaamheden omstreeks 1915. Goossens was ervan overtuigd dat er in de eerste eeuwen van Romeinse overheersing geen vaste brug over de Maas was geweest. Om die reden bestempelde hij de brug als laat-Romeins.
In juli 1963 stuitten baggeraars op de bodem van de rivier opnieuw op restanten van de Romeinse brug van Maastricht. Deze keer werd onder leiding van archeoloog Jules Bogaers onderzoek gedaan door de Rijksdienst voor het Oudheidkundig Bodemonderzoek. Tijdens een drietal duikcampagnes (20-21 juli 1963, december 1963 en januari 1964, en ten slotte van 30 november 1964 tot en met 23 januari 1965) werden de constructies op de bodem van de rivier in kaart gebracht en kon ten minste één brugpijler worden aangetoond. De dwars op de rivieroever geplaatste dam bleek 80 meter lang en 30 meter breed te zijn. Het hoogste punt lag slechts 240 cm onder het peil van de Maas. Tevens werd een groot aantal brokken natuursteen naar boven gehaald, die vanaf de laat-Romeinse tijd ter versteviging van de brugpijlers waren gestort. De helft daarvan bevatte inscripties of beeldhouwwerk en bleek afkomstig van gesloopte bouwwerken (zie hieronder). Bogaers dateerde de brug op eind derde of vierde eeuw, omdat hij zich, net als Goossens, niet kon voorstellen dat de brug ouder was.

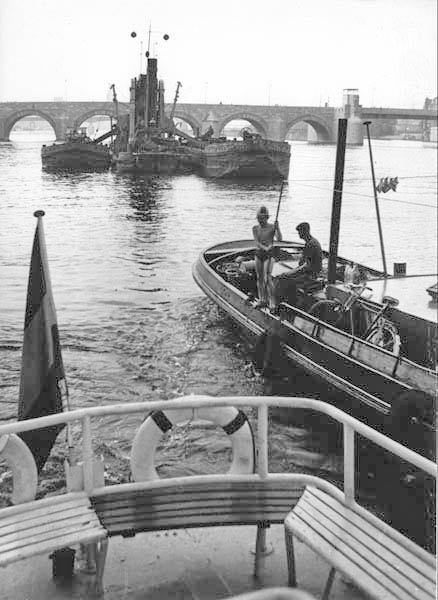
Baggerschepen op de Maas, juli 1963
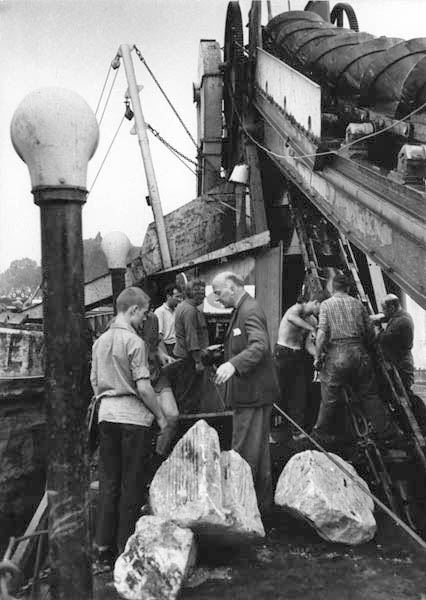
Opgedregde spolia aan boord, juli 1963
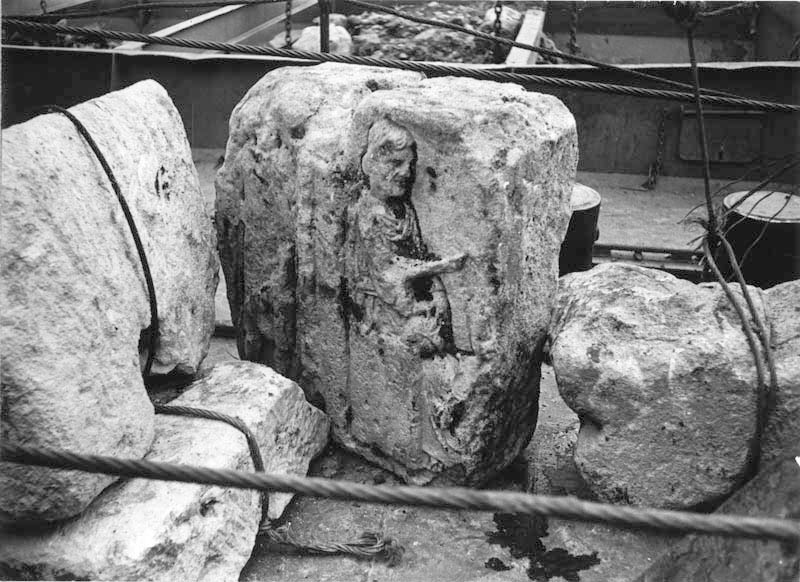
Idem
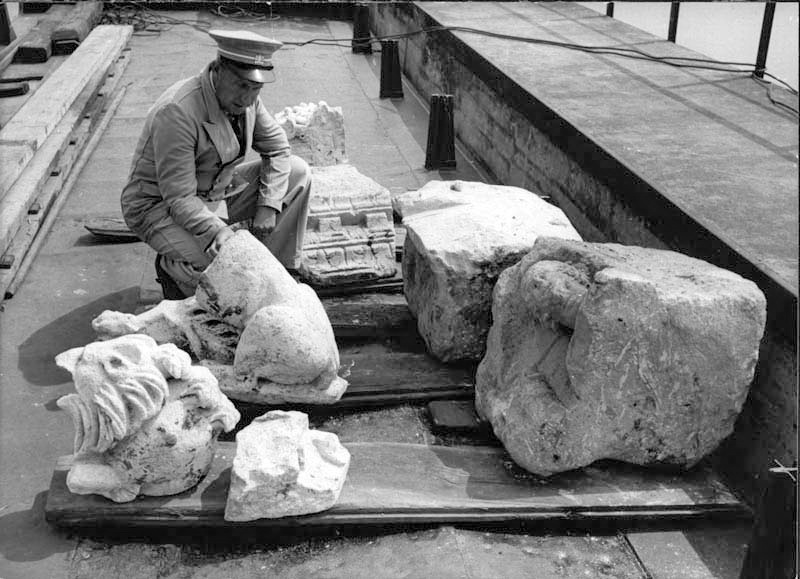
Opgedregde spolia op de kade, juli 1963

Bij een inspectie van de vindplaats in 1993-1994 en 1998 vonden duikers nog twee brugpijlers, alsmede de vermoedelijke oostelijke aanlanding van de brug. Deze was door riviererosie steeds verder naar het midden van de Maas opgeschoven. Belangrijk is ook het promotieonderzoek van stadsarcheoloog Titus Panhuysen naar de Romeinse beelden van Maastricht, dat in 1996 verscheen. Panhuysen liet voor zijn onderzoek enkele houten onderdelen van de brug dendrochronologisch onderzoeken, waarbij kon worden vastgesteld dat er drie bouwfasen waren geweest; de oudste in de eerste eeuw; de andere in de derde en vierde eeuw. In de zomer van 1999 en 2000 vond een nieuwe duikcampagne plaats door een duikteam van het Nederlands Instituut voor Scheeps- en onderwaterArcheologie (NISA), in samenwerking met de Rijksdienst voor het Oudheidkundig Bodemonderzoek (ROB). Gedurende de in totaal negentien dagen van onderzoek werd 1500 m² rivierbodem onderzocht, waarvan ongeveer twee derde zichtbare resten van de brug bevatte. Uit het onderzoek werd geconcludeerd dat zich zeker resten van drie of vier bouwfasen van de brug onder water bevinden, die de eerste vier eeuwen van de christelijke jaartelling omspannen. Ook werd aangegeven dat de brugrestanten sinds de vroege jaren 1960 veel geleden hadden door de destijds uitgevoerde baggerwerkzaamheden en de daardoor toegenomen stroming en bodemerosie.
In 2012 hervatte de stichting Mergor in Mosam het onderzoek van een tweetal niet eerder onderzochte ondieptes, westelijk van het onderzochte gebied. Tussen 2012 en 2017 werden vier verkenningen uitgevoerd. In oktober 2015 constateerden duikers tijdens een inspectie opnieuw dat de Romeinse brugresten te lijden hebben van de sterkere stroming die is ontstaan door hoogwatermaatregelen, waardoor de beschermende kleilaag steeds verder is weggespoeld. Verwacht werd dat het rijk, na de verlening van de monumentenstatus (in 2017), zorg zou dragen voor de conservering van de brugrestanten. In 2017 werden nog meer houten structuren ontdekt, maar door het zeer slechte zicht, konden deze niet worden onderzocht. Dat gebeurde in 2020, in het kader van het Project Dertien Provinciën van de RCE, toen een begin werd gemaakt met het in kaart brengen van de ontdekte structuren en het vastleggen van hun conservering.

## Stichting Romeinse Brug Maastricht
In 1997 werd de Stichting Romeinse Brug Maastricht opgericht, die als doelstelling had de resten van de Romeinse brug op de Maasbodem te beschermen tegen verder verval. De stichting beijverde zich voor informatievoorziening over de brugresten via de website en informatiepanelen ter plaatse en in de Romeinse museumkelder Derlon. De stichting werkte ook mee aan de plaatsing van een monument op de linker Maasoever. Verder werd een maquette van de brug vervaardigd. De stichting is omstreeks 2010 opgeheven.

## Erfgoed, gedenktekens
De Romeinse brug is de belangrijkste archeologische vindplaats van provinciaal-Romeins beeldhouwwerk in Maastricht en Nederland. Tijdens de duikcampagnes van 1963-65 werden 169 stenen boven water gehaald, waarvan 85 gebeeldhouwde. Het betreft hier zonder uitzondering spolia, hergebruikte brokstenen van bouwwerken, grafmonumenten of heiligdommen. Waarschijnlijk werden ze in de laat-Romeinse tijd gebruikt om de brugpijlers te verstevigen. In 1993 werden nog minstens 100 bewerkte stenen op de bodem van de rivier gesignaleerd. Door gewijzigde inzichten over het in situ bewaren van een archeologische site, werd tijdens de duikcampagnes van 1999-2000 slechts één bedreigde steen met inscriptie boven water gehaald.

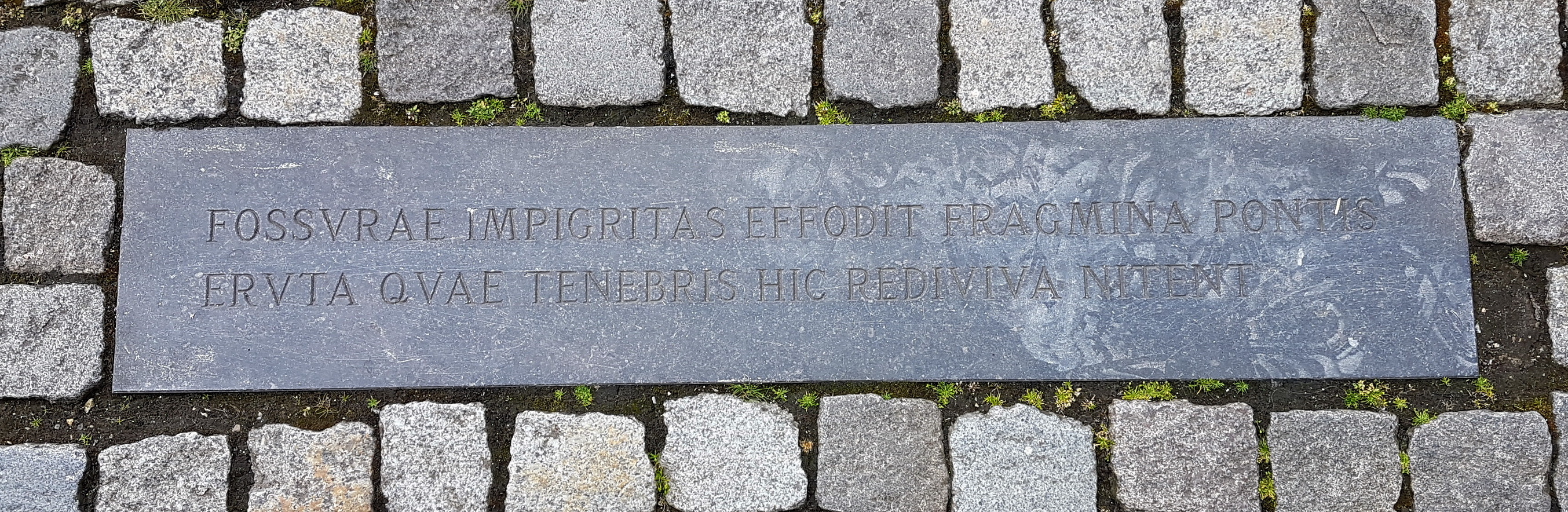
Gedenksteen oostelijke aanlanding Romeinse brug aan de Stenenwal in Wyck

Van een in 1963 opgedregd sculptuurfragment van een leeuw die een paardenkop als prooi heeft, is in 2005 een kopie gemaakt. Deze markeert thans, geplaatst op een stalen zuil nabij de Maasboulevard, de westelijke aanlanding van de Romeinse brug. Aan de overzijde van de rivier, ter hoogte van Stenenwal 15, markeert een hardstenen plaquette de oostelijke aanlanding. De in het Latijn gestelde tekst is een vertaald gedicht van Frans Stoks.
In het noordwestelijk portaal van de Onze-Lieve-Vrouwebasiliek bevindt zich een twaalfde-eeuws reliëf, waarvan de herkomst lange tijd ongewis was. Het stelt een eedaflegging voor in tegenwoordigheid van een tronende koning. Volgens kunsthistorica Elizabeth den Hartog bevond het reliëf zich oorspronkelijk aan een poort, toren of bruggenhoofd nabij de oude Maasbrug, die achter de Onze-Lieve-Vrouwekerk aanlandde. Het reliëf zou de reizigers die hier de rivier overstaken erop wijzen dat de brug oorspronkelijk koninklijk bezit was. Mogelijk verbeeldt het reliëf de schenking door koning Koenraad III van de brug aan het Sint-Servaaskapittel in 1139. Na de sloop van de brugrestanten eind dertiende eeuw zou het reliëf zijn aangebracht tegen de apsis van de kerk, waarna het door Cuypers omstreeks 1900 werd verplaatst naar de huidige locatie.

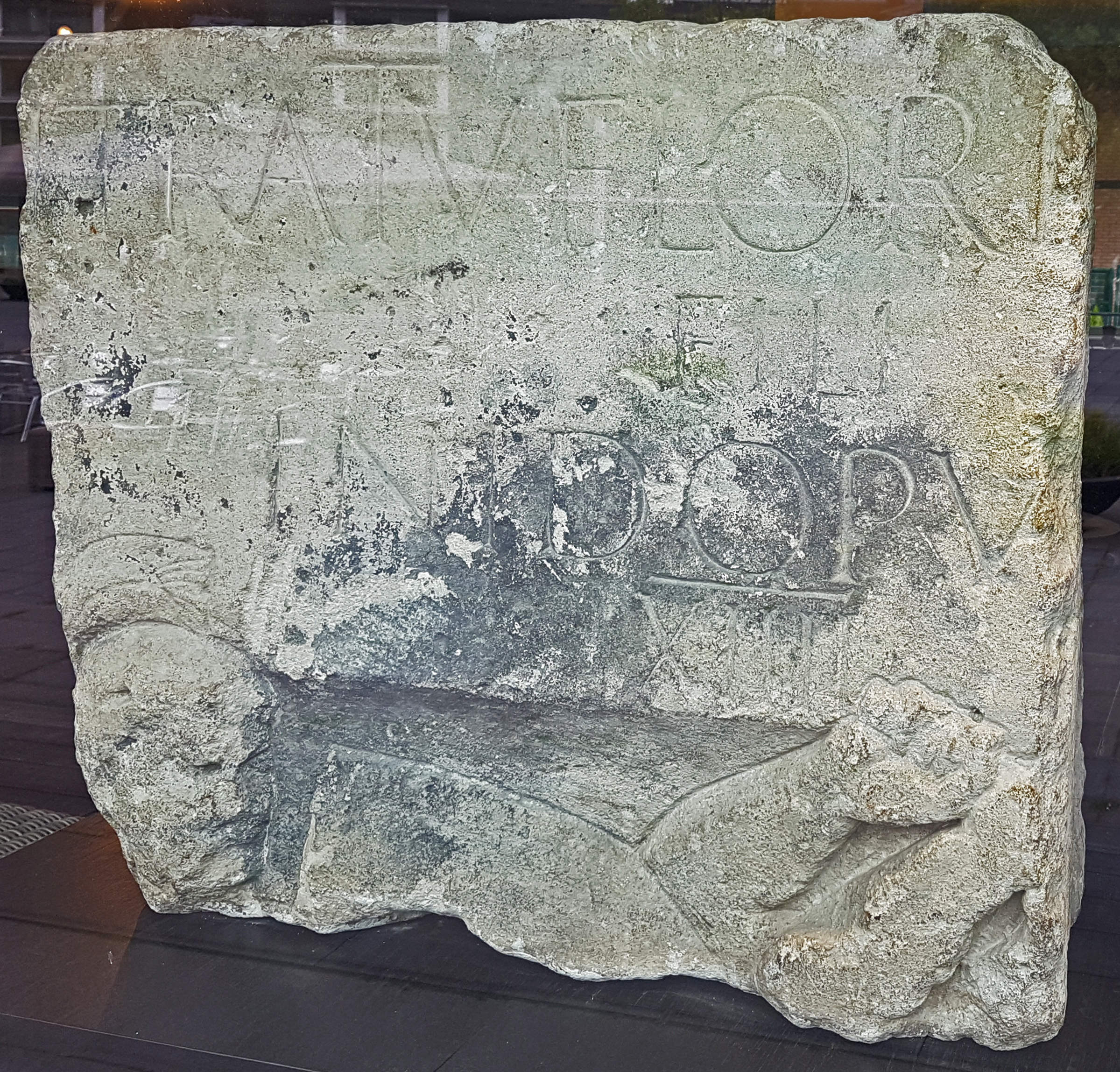
Fragment van een grafsteen, 65-80 na Chr., in 1963 uit de Maas opgedregd
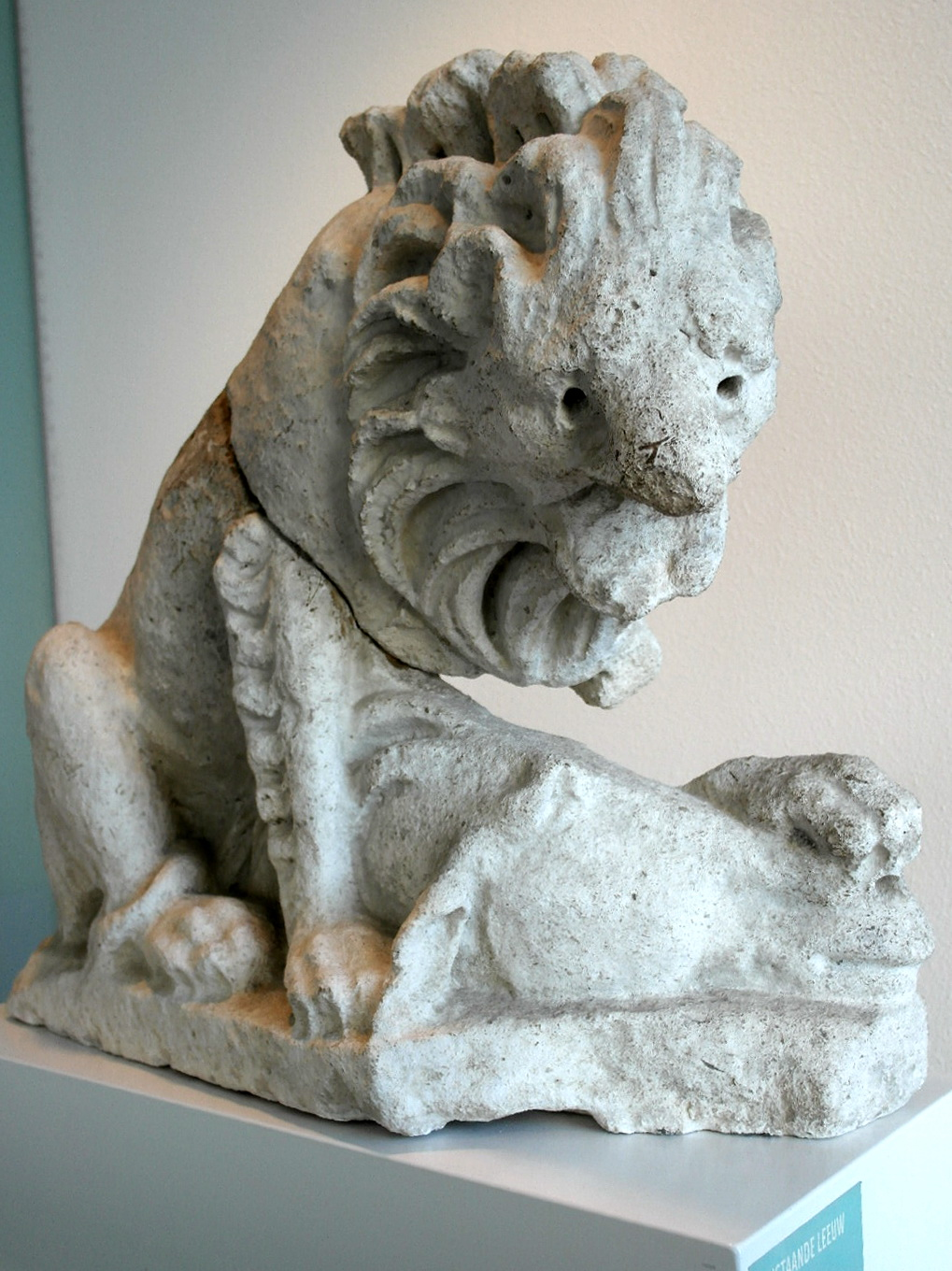
Leeuw met paardenkop, 160-190 na Chr., eveneens opgedregd uit de Maas
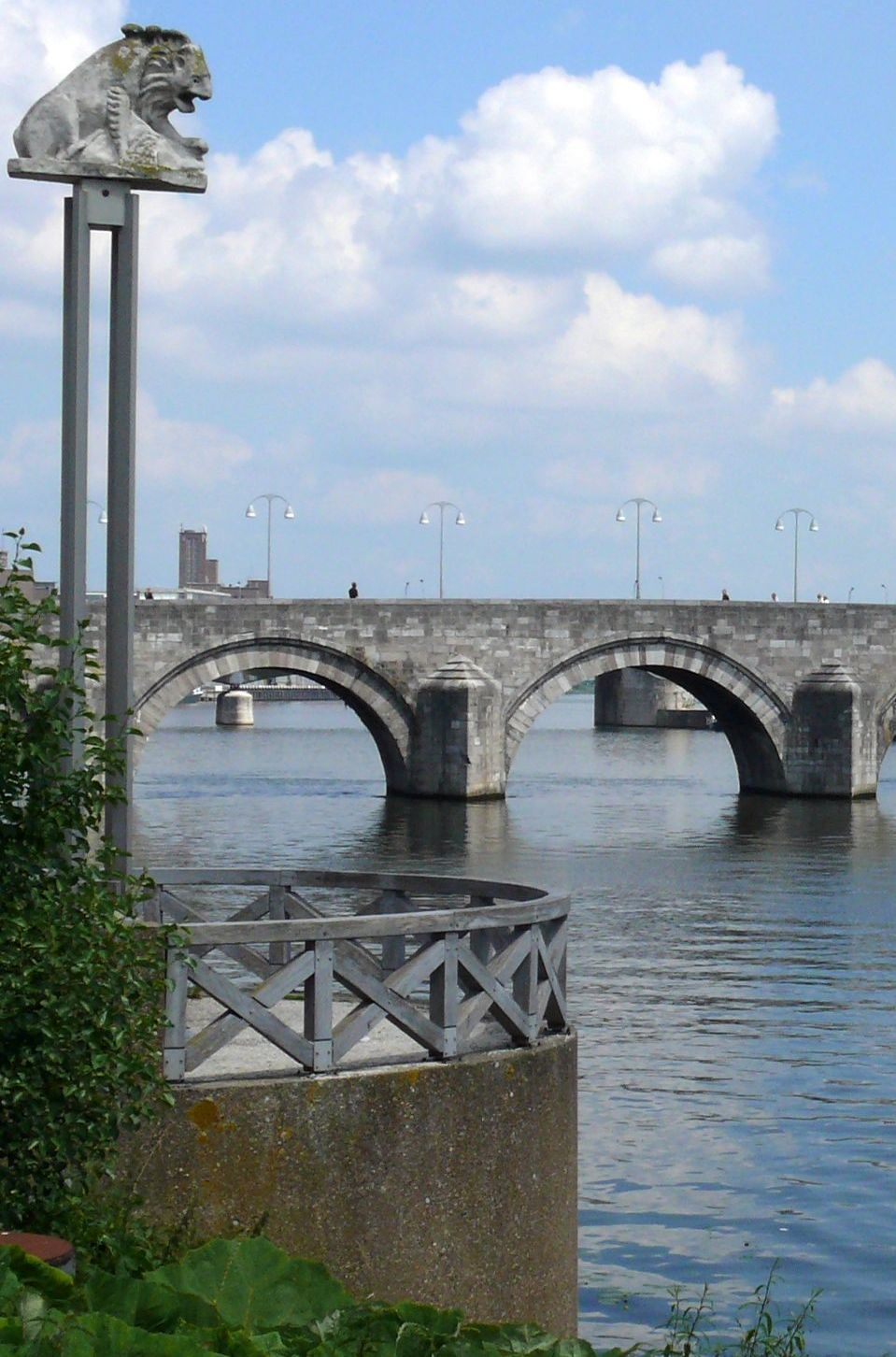
Pons Mosae, sculptuur uit 2005 ter markering van de brugaanlanding
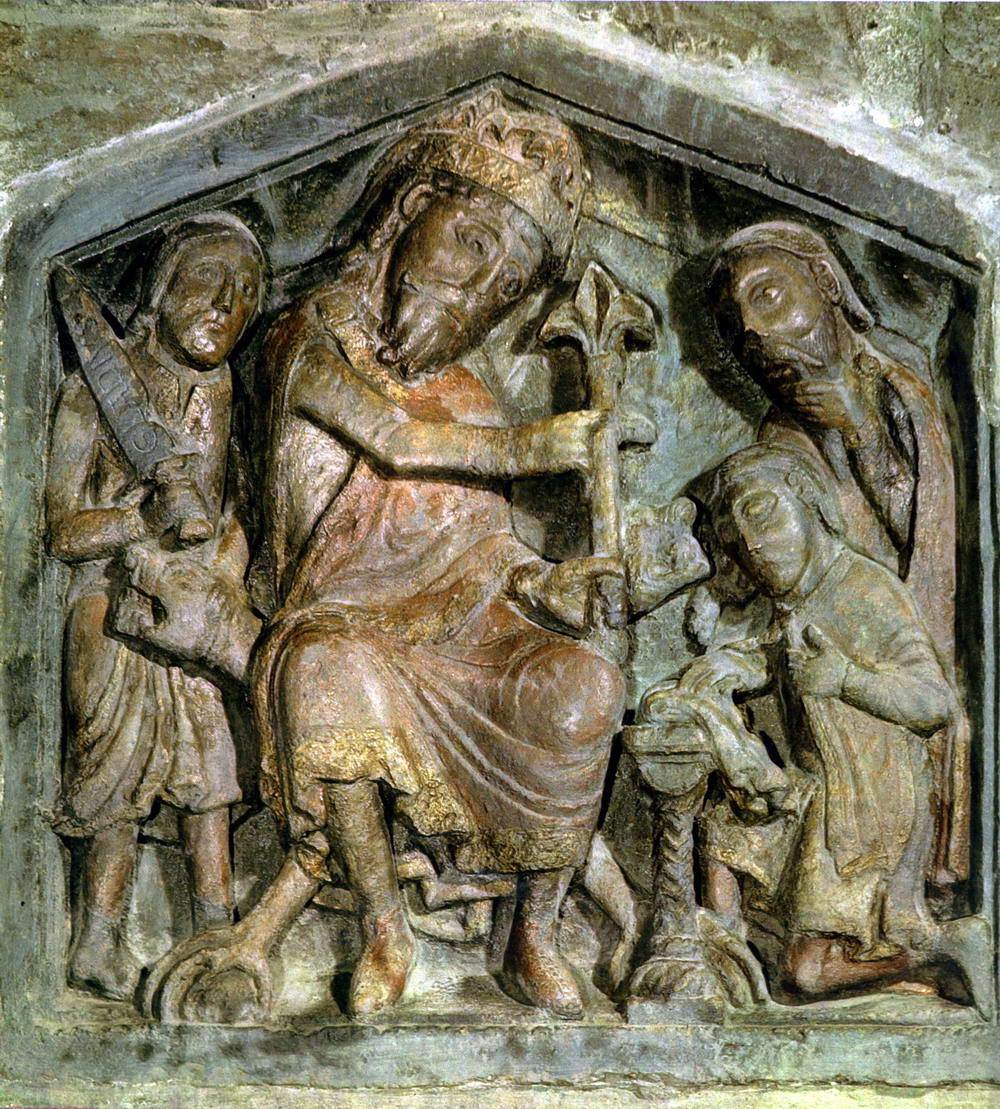
Eed op de relieken, wellicht na 1139 aangebracht op de poort bij de brug